# Закальницкий, Марьян Игоревич
Марьян Игоревич Закальницкий (укр. Мар'ян Ігорович Закальницький; род. 19 августа 1994, Калушский район, Ивано-Франковская область) — украинский легкоатлет, специалист по спортивной ходьбе. Выступает за сборную Украины по лёгкой атлетике с 2013 года, чемпион Европы, победитель командного зачёта Кубка Европы, двукратный серебряный призёр командного чемпионата мира, участник летних Олимпийских игр в Токио. Заслуженный мастер спорта Украины.

## Биография
Марьян Закальницкий родился 19 августа 1994 года в селе Верхняя Калушского района Ивано-Франковской области.
Начал заниматься спортивной ходьбой ещё будучи школьником во время учёбы в 9 классе, проходил подготовку в Калушской детско-юношеской спортивной школе под руководством тренера Николая Богоносюка. Окончил Калушский политехнический колледж. В 2013 году переехал на постоянное жительство в Киев, где являлся подопечным тренеров Ирины и Александра Шевченко. Выступал за Киевский областной центр олимпийской подготовки. Выпускник факультета физического воспитания Университета Григория Сковороды в Переяславе.
Дебютировал на международном уровне в сезоне 2013 года, когда вошёл в состав украинской национальной сборной и выступил на Кубке Европы по спортивной ходьбе в Дудинце, где в состязаниях юниоров на 10 км был дисквалифицирован.
В 2016 году в ходьбе на 50 км занял 28-е место на командном чемпионате мира в Риме, украинские ходоки при этом стали серебряными призёрами командного зачёта.
В 2017 году на Кубке Европы в Подебрадах финишировал шестым в личном зачёте 50 км и тем самым помог своим соотечественникам выиграть командный зачёт. Позже на чемпионате мира в Лондоне показал на финише 27-й результат.
В 2018 году на командном чемпионате мира в Тайцане установил свой личный рекорд в дисциплине 50 км — 3:44:59, а также получил серебряную награду командного зачёта. На чемпионате Европы в Берлине с результатом 3:46:32 превзошёл всех соперников и завоевал золотую медаль. За это выдающееся достижение Федерацией лёгкой атлетики Украины был признан лучшим спортсменом года, удостоился почётного звания «Заслуженный мастер спорта Украины».
На чемпионате мира 2019 года в Дохе в условиях сильной жары преодолел дистанцию 50 км за 4:12:28 и финишировал девятым — на финише потерял сознание и был госпитализирован.
Выполнив олимпийский квалификационный норматив (3:50:00), удостоился права защищать честь страны на летних Олимпийских играх 2020 года в Токио — в программе ходьбы на 50 км показал результат 4:02:53, расположившись в итоговом протоколе соревнований на 25-й строке.